# Металін (Вашингтон)
Металін (англ. Metaline) — місто (англ. town) в США, в окрузі Понд-Орей штату Вашингтон. Населення — 162 особи (2020).

## Географія
Металін розташований за координатами 48°51′6″ пн. ш. 117°23′32″ зх. д. / 48.85167° пн. ш. 117.39222° зх. д. (48.851568, -117.392283).  За даними Бюро перепису населення США в 2010 році місто мало площу 0,80 км², з яких 0,80 км² — суходіл та 0,01 км² — водойми.

## Демографія
Згідно з переписом 2010 року, у місті мешкали 173 особи в 86 домогосподарствах у складі 44 родин. Густота населення становила 216 осіб/км².  Було 103 помешкання (128/км²).
Расовий склад населення:
| - 96,0 % — білих - 2,3 % — корінних американців |

До двох чи більше рас належало 1,7 %. Частка іспаномовних становила 2,3 % від усіх жителів.
За віковим діапазоном населення розподілялося таким чином: 20,8 % — особи молодші 18 років, 61,9 % — особи у віці 18—64 років, 17,3 % — особи у віці 65 років та старші. Медіана віку мешканця становила 50,2 року. На 100 осіб жіночої статі у місті припадало 113,6 чоловіків;  на 100 жінок у віці від 18 років та старших — 121,0 чоловіків також старших 18 років.
Середній дохід на одне домашнє господарство  становив 71 894 долари США (медіана — 58 750), а середній дохід на одну сім'ю — 88 151 долар (медіана — 74 688). За межею бідності перебувало 3,9 % осіб, у тому числі 0,0 % дітей у віці до 18 років та 0,0 % осіб у віці 65 років та старших.
Цивільне працевлаштоване населення становило 77 осіб. Основні галузі зайнятості: мистецтво, розваги та відпочинок — 19,5 %, транспорт — 18,2 %, сільське господарство, лісництво, риболовля — 16,9 %.